# 下流梗不存在的灰暗世界
《下流梗不存在的灰暗世界》，简称《下流梗》，是赤城大空创作、霜月八日插畫的日本輕小說作品。

## 剧情简介
在一個反烏托邦的未來，日本政府強烈地打擊任何被認為不道德的活動，所有日本公民被迫裝上偵測器「Peace Makers」（PM）以便偵測出任何一個可能違反法律的詞彙或動作。主角奧間狸吉進入以優良的道德風紀聞名的學校後，加入他所憧憬的學姊錦之宮安娜所在的學生會，卻被恐怖份子雪原之青盯上，被迫加入了她的組織「SOX」，並從事各種各樣以色情為主題的抗議行動。

## 登場角色

### 時岡學園

#### 主要人物
奧間狸吉（聲：小林裕介、山崎遙（少年））
男主角，因為仰慕安娜而進入時岡學園，時岡學園高中部一年級生，時岡學園學生會成員，下流梗恐怖組織「SOX」成員之一，加入後主要負責回收僅存不多的成人書、前線行動和其他雜務等。「SOX」裏的正式名稱是「禁自慰第四十天的全身性器（Sentimental Bomber）」。
原先十分憧憬安娜而進入時岡學園，在一次意外中将初吻獻給了安娜後，被安娜喜歡上，但是自從发现安娜對於愛的理念嚴重不足後，與自己原先憧憬的安娜不同而心碎，後來進行多次SOX的行動後逐漸被綾女的率直給打動，因而喜歡上她。
父親為下流梗恐怖分子奥間善十郎，所以狸吉對下流知識十分了解。母親則是善導課的重要幹部奧間爛子。
在「四大下流組織 V.S. SOX大賽」後期爆發出凌駕於綾女的下流梗能力。但修練過度，出現對所有東西也能聯想到下流梗的妄想狀態。
小說第七回在SOX分裂之際屬於「左蛋」那一方，在聖誕夜當日於慶介的計劃下被綁架到渡輪上，後在天亮之際的輪機艙中差點跟安娜合體。
小說第九回與「SOX」的夥伴們在阿妮協助下潛入地下國會圖書館，順利取得使用者資料的中途受到藻女設下的陷阱拖住後成功逃出，但因為把綾女救出來時綾女身上被藻女植入的發信機導致「SOX」根據地曝光，而被母親收押在善導課內。
華城綾女（聲：石上靜香）
時岡學園高中部二年級生，時岡學園學生會副會長。
另一個身分是下流梗恐怖組織「SOX」的首領兼創始人「雪原之青」。持有父親入獄前所留下的已經在故事中幾十年前停產的舊型手機，只要撥出特定號碼就能有一天三分鐘的時間躲過Peace Maker的監視，在學校與各大場所進行下流梗恐怖攻擊。
在學生會中為看似戴眼鏡的學生會副會長模樣，但平常幾乎任何情況和對話也可以說出下流的話。曾被狸吉說似乎是下流梗的中毒者，小說第三回還有在旅館房間內擅長雕刻大量的仿真木造陽具的喜好。
生父為政治家遠藤正志，但因為父親於16年前遭受冤罪而入獄，導致生活貧困，最後被華城家收為養女。
老家為第一清麗指定都市有名溫泉街「朱門溫泉」老店的清門莊。
小說第九回與「SOX」的夥伴們在阿妮協助下潛入地下國會圖書館，雖然被安娜發現真實身分下遭到囚禁由狸吉救出來，但因為讓PM無效化的手段被藻女看穿而被植入發信機，導致「SOX」根據地曝光，將要被遣送到北海道隔離。
安娜·錦之宮（聲：松來未祐）
時岡學園高中部二年級生，時岡學園學生會會長。
容姿端麗、頭腦明晰、品行端正的淑女，也是狸吉憧憬的對象。但被SOX形容為「公序良俗健全育成法下的受害者」，主張「愛就是正義」的理念。在狸吉意外初吻後而喜歡上他，之後對性慾失控，對狸吉身體的氣味相當敏感，並會被其氣味吸引過去。十分妒忌狸吉身邊的所有女性和被鼓修理稱之為「怪物女」。
有在學習柔道，同時擁有凌駕於常人的身體素質和狗一般的嗅覺。只要一有機會便會暗自對狸吉上下其手，後期可稍為控制自己性欲，可以對狸吉的內褲短期免疫。
稱呼狸吉母親為「婆婆」，但也會嫌狸吉的母親麻煩，常和她大打出手。
小說第七回的聖誕夜裡在慶介的計劃下引誘到渡輪上的輪機艙中成功跟狸吉合體。
小說第九回因意外聽到綾女講出禁止單字而在混亂下陷入低潮，於藻女的協助下追到地下國會圖書館來揭穿「雪原之青」的真實身分。
不破冰菓（聲：後藤沙緒里）
時岡學園高中部一年級生，科學部部長，狸吉的同學。常架着一雙黑眼圈，無起伏的聲音和被人稱為海草的散髪。
於任何情況也可冷靜應對，以中立身份給予SOX戰略意見。本人也曾自己率領學生群眾發動下流攻擊。
對於性知識有著超越常人的好奇心，尤其對與懷孕和動物交配生態有關的事情特別感興趣。有卓越的觀察力，能在公車挾持中分辨真假槍枝。
愛犬為一隻流浪狗柴犬名叫佩斯，在小說第五回佩斯無預警地遭到善導課沒收和絕育，因此發動攻防戰來報復。
小說第七回在SOX分裂之際立場站在狸吉的「左蛋」那一方，跟著狸吉關在渡輪上的某客房裡。
早乙女乙女（聲：新井里美）
時岡學園高中部三年級生，下流梗恐怖組織「SOX」成員之一，主要負責製作大量的「不健全」知識圖畫。
外表雖然如同小學生，但會用老人的語氣說話。
是校內繪畫比賽最傑出的畫家，由於能在不被監視的情形下以嘴巴咬著畫筆憑空畫出原創的色情圖片，而使其成為下流梗組織「SOX」裡獨一無二的主力，小說第四回被「鬼頭Group」的代表所挖角過去，於「SOX」打贏之後回歸。
轟力雷樹（聲：三宅健太）
時岡學園高中部三年級生，時岡學園學生會會計兼書記。
身材壯碩的男子，長相很像猩猩。十分照顧狸吉，對狸吉有超越朋友的情感。
因為胸肌太大而穿著妹妹的內衣，並不知道胸罩是女性專用。
鬼頭鼓修理（聲：堀江由衣）
時岡學園國中部一年級生，下流梗恐怖組織「SOX」成員之一，有著一頭像男性生殖器的頭髮，會變化。主要負責拉攏關係和收集情報。同時也是規模龐大的下流梗恐怖組織「鬼頭Group」代表鬼頭慶介的獨生女。
擅長利用他人，操縱人心，除綾女外對所有人抱住用完即棄的態度。喜歡反抗體制，因此討厭只採用間接援助方式的父親，轉而關注「SOX」。
初登場時憧憬下流梗恐怖組織「SOX」首領「雪原之青」的事蹟，為了要追隨他便在意外下加入該組織。在「布料成群」事件中背叛綾女而跳槽至白之項，但「布料成群」事敗後回到「SOX」。對綾女和由都梨感情友好，偏偏最看不起狸吉。
「四大下流組織 Vs SOX」後對父親有心理陰影，嚴重得更不時胃痛。

#### 「SOX」成員
濡衣由都梨
狸吉國中時代的同學，下流梗恐怖組織「哺乳類」與「絕對領域」的現場指揮官，被鼓修理形容為「洗衣板」。運動性強但沒太多自信，形容自己是「自我中心的結晶品」。為人熱情但自小被所有人排斥，從而令自己自暴自棄。深深暗戀狸吉，卻因酪農家庭出生身份覺得自己不配他而常有放棄念頭。最後帶領「哺乳類」與「絕對領域」加入SOX。由都梨名稱暗指(寬鬆世代)。

#### 其他學生
月見草朧（聲：上坂堇）
由安娜引薦而來的善導課見習成員和安娜的貼身保鏢，主要擔任校內的風紀股長。
對下流物審查十分嚴格，但在他眼中幾乎所有東西也可以是下流物。但也十分容易被影響，所以也排除了一些物品。
本人為男兒身，因可方便與安娜相處而被安排裝成女兒身，加上月見草本人對自身性別完全沒有所謂，是被洗腦教育下訓練出來的產物。
沒有任何自我想法和個性，但在生日收到安娜的幸運手帶生日禮物後，對情感開始產生微妙變化。後來因被人利用嫁禍安娜一事令自己產生自我，為死守保護安娜而獨自請求SOX幫忙。
出生於名門之家，但因社會輿論而被送到在錦之宮名下的育兒院長大，長期洗腦去擺脫自我。
敏感醬（聲：小倉唯）
動畫的原創角色。時岡學園高中部的學生，本名不明。雖然和故事沒有相關，但每集都會做為吉祥物出場。

### 主要人物的家人
奥间善十郎（聲：斧篤）
奥间狸吉的父亲，下流梗传播先驱，传奇人物，因袭击政府而被捕。
以自身带动了整个下流梗恐怖分子界，四大下流梗恐怖組織都是他的跟随者。
蘇菲亞·錦之宮（聲：大原沙耶香）
安娜·錦之宮的母親，擔任國會議員、時岡學園家長會會長，與奥間爛子互為朋友。
性格凌厲，在議會的角色舉足輕重。曾經來到時岡學園內演講有關16年前與丈夫一起策劃與實施的《H禁止法（エイチ禁止法）》。理念是「要做正確的事(和安娜相似) 」和「不令年青人過早接觸性知識，但反對全面人工受孕的計劃生育」。
和議員金子玉子作對，為廢除「愛情醫院」發動政變。
與其他PTA成員和奥間爛子聯手發動自爆式遊行示威，最終成功逼便政府廢除第一清麗指定都市嚴禁持有色情物品的條例。
錦之宮祠影（聲：飯島肇）
安娜·錦之宮的父親。日本國會議員，PM計劃的始創人。
小說第九回被揭露為地下國會圖書館的使用者之一，在使用者資料外洩事件後的記者會當下大聲喊出禁止單字，被記者稱為「下流梗病毒」大流行的開始。
鬼頭慶介（聲：津田英三）
鼓修理的父親，職業為商人，「鬼頭Group」代表和四大下流梗恐怖組織其中的「激震之臀」與「培根萵苣媽媽會」的贊助人。蘿莉易服者，其扮相使得鼓修理得心理陰影（狸吉形容為「堪稱生化危機的異形魔物」）。
曾經被女兒說成是窩囊爸爸而離他遠去，因此受到打擊。於「布料成群」事件後，為了要使女兒回來便用了自己龐大的財力與影響力使之召集了旗下四大集團來向「SOX」下戰帖，同時擔當五回合競賽的主持人。但下流梗大戰後最終認同女兒的成長所以繼續給女兒交給SOX照顧。
擅長談判，與善導課互為既合作又敵對的關係，同時是「朱門溫泉」老店的清門莊常客。
反對「SOX」是認為「給予大眾免費的性知識會為將來社會解放後的色情行業蒙受重大損失」。
華城撫子
綾女的養母，第一清麗指定都市有名溫泉街「朱門溫泉」老店的清門莊老闆娘。出名魔鬼訓練教官，嚴格得連綾女和鼓修理也害怕她。但其實內心反對綾女成為恐怖組織。
奥間爛子
狸吉的生母，年約四十。臉上有一道傷疤，善導課高級幹部及初期成員之一。對下屬及兒子十分（變態地）嚴格，人稱「鋼鐵鬼女」的女王系。仇恨下流物只因小時候被人取綽號叫(卵子)、還有因為自己的生日（7月21日）諧音的關係。
和蘇菲亞·錦之宮關係友好，在蘇菲亞發動遊行示威時一直在旁支援蘇菲亞。
遠藤茜
綾女的生母。職業是官能小說家（筆名「肉管」），外表是娃娃臉且個子小，看起來不會像是有一名孩子的女性。
在「公序良俗健全育成法」施行之前經常進行過度的性表現創作活動，所以綾女的作風也受此影響。該法施行後因為無法停止創作活動所以遭到逮捕。

### 群居布料
頂之白
布料成群的首領，東都大學四年級，本名一之瀨琢磨，深信喜歡他人濕潤的內褲的性癖就是一切，全身裹滿沾著葡萄酒和他人氣味的白色內衣，手裡喜歡端著高腳杯內浸泡著內褲的葡萄酒。藉著贊成恐怖集團SOX，對這個世界提出異議的人，追求著隨時能得到新鮮的內衣的自由世界，要對這個腐敗的世界宣戰以滿足自身的慾望。在用假槍挾持42輛巴士人質，並劫持善導科的線路向其宣戰，隨後被綾女用內褲吸引到山區，被狸吉制服，卻因為SOX成員鼓修理的背叛導致獲救。隨後劫持39台巴士500人以上進入總司岡學院，要求新的白色內衣與食物，並盡情享受放縱自己的慾望，之後被SOX成員與安娜聯手擊敗。

### 四大組織
羅武機器
四大下流梗恐怖組織「培根萵苣媽媽會」最高層幹部。在慶介的人馬當中實力最強，號稱是最強的「最高位古代變態(high ancient)」，腦內充滿了恐怖至極的腐之配對(光是用講的就能讓聽到的人當場昏倒)，不過對於慶介的女裝不敢恭維。平常是慶介旗下媒體的記者，有三個女兒。
禁欲魔人
四大下流梗恐怖組織「激震之臀」最高層幹部，看似悟道之人其實內心充滿猥褻的妄想，看了乙女的色情圖繪後便陷入無法戰鬥狀態。
二當家五人組
「激震之臀」的上位成員，分別是舔舔山田、噗啾噗啾佐藤、啪啪啪高木、咻咻咻小島、一顫一顫田中，在小說第四集被安娜修理的體無完膚。
小說第五回假扮成善導課其中一支隊伍以搶奪SOX成員持有的成人雜誌，但被正牌的善導課給識破然後遭到擊倒。
雙足步行之獸
四大下流梗恐怖組織「絕對領域」最高層幹部，為了靠預測所有氣象條件有效率地偷看女孩子內褲走光，而練就了預測風向的技術。另外也擁有一些莫名其妙的高端技術。
雙足步行社畜
「絕對領域」的成員，戴著火男面具，缺乏幹勁。
愛乳者
四大下流梗恐怖組織「捕乳類」最高層幹部。

### 其他登場人物
底之黑
自稱是奧間善十郎一起戰鬥的同伴，性趣是黑色的內衣，是個熟女控。在新聞看到劫掠事件時綾女與狸吉，想起了以前的事，引導著SOX的成員來到以前的溫泉歡樂街，並以野球拳來決勝負，被轟力穿的妹妹內衣所擊敗，在野球拳勝負之後告訴鼓修理通往祕寶的近路，默默地看著SOX成員開啟承載著性的歷史的沉睡寶藏，到最後大笑離去。
阿妮·布勞恩
在某個有名的大學跳級畢業的天才少女，擔任善導課的海外技術大使。但是在內裡是身為在國際之間遊走的猥褻消滅組織「向性說不─Sexiality No（セクシャリティ・ノー）」的反對勢力領導，以在最靠近日本的某國家裡面、保存了過去日本優良情色濃縮的「日本村」為活動的根據地。為了提升PM的相關技術與海外輸出被善導課招聘，由於是遠藤茜漫畫作品的粉絲而且只會說跟猥褻事物有關的日文單字所以讓爛子感到特別頭大。
初次登場時搶走了綾女的手機然後下戰帖，對狸吉感興趣，想要積極的接近他。小說第九回以假名橘子來到日本，並向SOX一行人宣稱已經成功發展出完全停止PM功能的技術。
金子玉子
蘇菲亞·錦之宮在國會的競爭對手，同時也是家長會幹部、國際猥褻消滅組織「向性說不─Sexiality No（セクシャリティ・ノー）」的關係人，由於演講時作風的關係狸吉以外號“金蛋大媽”來稱呼他。為了成立以禁止單純持有猥褻物品的「為守護孩子不受犯罪滋擾、在健全知識下長大的條例」而四處奔走，因此捏造出「送子鳥感冒」這病症的報告還有以建設人工受精為目的的「愛情醫院」做為懷下具有優秀遺傳的孩子的身孕等理由。由於跟國家理念相反，在國會議員之間以糟糕或者思想很奇怪的理由被批評的聲浪中完成。
小說第九回被揭露與祠影同為地下國會圖書館的使用者之一，興趣是光著身子在潤滑液游泳池內游泳。

## 用語
公序良俗健全育成法
故事開始的十多年前日本訂立法例，不論在公共地方還是在私人場所均全面禁止有關「性」表現，甚至說出下流單字也是犯法，違者往往會被善導課即時拘捕並處以嚴懲，令下流行為甚至比殺人更壞。法例使日本成為「全世界風氣最健全」國家，但也令性教育被完全扼殺，學生對正常性知識、愛情觀都非常匱乏。實際計劃是要令社會對性知識產生白色恐怖，從而令眾人對政府馴服，被政府取締所有資訊。
善导课
負責執行上述法律的機關。權力與警察相近。後期更派遣風紀人員都中學直接執行。因長期被各下流恐怖組織發動攻擊而被爛子質疑腐敗，所以善導課（在故事第一年十月）實行《將孩童健全養育成人，保護其不受犯罪行為侵害條例》的大型拘捕行動。自編自導下流梗從而擴大白色恐怖和聲望。
Peace Maker （PM）
本作中一種超小型的多功能情報機。可佩戴在脖子與雙手腕上，有電話、上網、電子錢包、看新聞等主要基本功能，然後也能利用校內的播放設備放映影片。在小說第五回有提到登錄駕駛者身分的功能，若沒有登錄身分則無法發動各種機動車輛的引擎，當駕駛者一旦遇上狀況引擎也會自動關閉。16年前本體研發出來；然後於故事十年前開始進行全民義務配戴。
但另一個功能為善導課所設計的舉報猥褻行為與偵測不健全單字的功能，連手指頭的整個動作和細微軌跡都會記錄下來以半保存的方式上傳到善導課所屬之中央資料庫內。但唯一的弱點是在綾女持有的手機開始運作後的一天三分鐘內無法偵測到不健全單字。
SOX
下流梗恐怖组织，反社会组织，华城绫女是该组织的首领兼创始人。该组织反对《共序良俗健全育成法》及善导课，并制造「下流恐怖袭击」，对群众造成极大影响。该组织的名称SOX由英语中的SEX（意为「性」）一词为逃避Peace Maker的检测演变而来。在廢除第一清麗指定都市嚴禁持有色情物品的條例事件後，綾女宣布解散SOX。
布料成群
内衣盗贼组织，通过偷盗新鮮内衣来滿足自己，并抵抗日本政府，头目为「顶之白」。该组织後來还發動了「42輛巴士挾持人質事件」。
奶子氣球
「捕乳類」的公序良俗破壞兵器，由雙足步行之獸研發。外型如同名字所示，用法是從空中散播色情圖繪。
色情圖繪擴散地雷
「絕對領域」的公序良俗破壞兵器。
日本村
在海外某地區由16年前一群害怕遭到公序良俗健全育成法給迫害，然後向海外流亡的日本情色相關人士所創建一座外表如同大型要塞的城市，內部保存了在《公序良俗健全育成法》施行之前日本過往的各種情色精華和相關設施。當地的居民多數是外國人而且沒有戴上PM這東西，故事中阿妮·布勞恩就在某地下倉庫分析綾女持有的手機。此外從很久以前開始這裡經常會發生夜襲事件，最多時幾乎每天晚上一回。

## 制作与改编作品

### 出版書籍

#### 輕小說
轻小说由赤城大空著作、霜月八日插畫，2012年7月18日起在小學館《GAGAGA文庫》开始刊行。
| 集數 | 小學館         | 小學館                 | 尖端出版       | 尖端出版               |
| 集數 | 發售日期       | ISBN                   | 發售日期       | ISBN                   |
| ---- | -------------- | ---------------------- | -------------- | ---------------------- |
| 1    | 2012年7月18日  | ISBN 978-4-09-451352-3 | 2013年12月12日 | ISBN 978-957-10-5435-3 |
| 2    | 2012年11月20日 | ISBN 978-4-09-451376-9 | 2014年1月28日  | ISBN 978-957-10-5478-0 |
| 3    | 2013年4月18日  | ISBN 978-4-09-451407-0 | 2014年10月23日 | ISBN 978-957-10-5678-4 |
| 4    | 2013年8月20日  | ISBN 978-4-09-451432-2 | 2015年4月16日  | ISBN 978-957-10-5956-3 |
| 5    | 2014年1月17日  | ISBN 978-4-09-451463-6 | 2015年7月23日  | ISBN 978-957-10-6048-4 |
| 6    | 2014年5月20日  | ISBN 978-4-09-451485-8 | 2015年9月3日   | ISBN 978-957-10-6129-0 |
| 7    | 2014年9月18日  | ISBN 978-4-09-451511-4 | 2016年1月21日  | ISBN 978-957-10-6375-1 |
| 8    | 2015年2月18日  | ISBN 978-4-09-451536-7 | 2016年5月5日   | ISBN 978-957-10-6595-3 |
| 9    | 2015年6月18日  | ISBN 978-4-09-451555-8 | 2017年6月8日   | ISBN 978-957-10-7489-4 |
| 10   | 2015年9月18日  | ISBN 978-4-09-451572-5 |                |                        |
| 11   | 2016年2月18日  | ISBN 978-4-09-451594-7 |                |                        |
| EX   | 2016年7月20日  | ISBN 978-4-09-451620-3 |                |                        |

#### 漫畫
2014年5月起在《月刊Comic BLADE》（Mag Garden）上連載由柚木N'作畫的漫畫作品。
| 冊數 | Mag Garden    | Mag Garden             | 東立出版社    | 東立出版社             |
| 冊數 | 初版發售日期  | ISBN                   | 初版發售日期  | ISBN                   |
| ---- | ------------- | ---------------------- | ------------- | ---------------------- |
| 1    | 2015年2月18日 | ISBN 978-4-8000-0413-0 | 2016年12月2日 | ISBN 978-986-470-793-5 |
| 2    | 2015年6月18日 | ISBN 978-4-8000-0471-0 | 2017年2月2日  | ISBN 978-986-470-794-2 |
| 3    | 2015年8月25日 | ISBN 978-4-8000-0486-4 | 2018年2月4日  | ISBN 978-986-470-795-9 |
| 4    | 2016年4月9日  | ISBN 978-4-8000-0564-9 | 2018年9月14日 | ISBN 978-986-470-796-6 |

### 電視動畫
电视动画于2015年7月（夏季档）开始放送。

#### 製作人員
- 原作：赤城大空（小學館《GAGAGA文庫》刊）
- 人物原案：霜月八日
- 監督：鈴木洋平
- 系列構成：橫谷昌宏
- 人物設計、總作畫監督：藤井昌宏
- 音樂：立山秋航
- 音響監督：明田川仁
- 音樂製作：STARCHILD
- 動畫製作：J.C.STAFF
- 製作：SOX

#### 主題曲
片頭曲 
作詞、作曲：吟，編曲：長谷川智樹，主唱：SOX（小林裕介、石上静香、古川慎、村田太志、河西健吾）
第1話未使用。
片尾曲 《Inner Urge》
作詞、作曲：松浦勇氣，編曲：橋本由香利，主唱：上坂堇

#### 各話列表
| 話數   | 日文標題 | 中文标题               | 劇本     | 分鏡     | 演出       | 作畫監督                                       | 片尾插畫 |
| ------ | -------- | ---------------------- | -------- | -------- | ---------- | ---------------------------------------------- | -------- |
| 第1話  |          | 公序良俗为谁而在       | 橫谷昌宏 | 鈴木洋平 | 鈴木洋平   | 藤井昌宏                                       |          |
| 第2話  |          | 懷孕之謎               | 橫谷昌宏 | 湖山禎崇 | 湖山禎崇   | 小松原聖                                       | T-Ray    |
| 第3話  |          | 人之爱法               | 橫谷昌宏 | 梶井瀨賀 | 梶井瀨賀   | 大木良一 李相振                                |          |
| 第4話  |          | 世界所言 爱即正义      | 橫谷昌宏 | 篁蒼氓   | 本間修     | 中島美子、片岡康治 兼子秀敬、張益 田村健太郎   | 濱島薰夫 |
| 第5話  |          | 下流恐怖活动为谁而在   | 橫谷昌宏 | 鈴木洋平 | 佐佐木純人 | 小林典昭、松岡謙治 石井香織、山田真也          | 丸新     |
| 第6話  |          | 手製的温暖             | 赤城大空 | 篁蒼氓   | 笹原嘉文   | 村上雄、田內亞矢子 小林美由紀                  |          |
| 第7話  |          | SOX所造之人            | 橫谷昌宏 | 橋本敏一 | 橋本敏一   | 大木良一、小松原聖 山本道隆                    | santa    |
| 第8話  |          | 惡魔吹著海螺來         | 橫谷昌宏 | 湖山禎崇 | 湖山禎崇   | 山田真也、李相振                               |          |
| 第9話  |          | 仿生人會夢見電子按摩嗎 | 橫谷昌宏 | 梶井瀨賀 | 本間修     | 中島美子、兼子秀敬 片岡惠美子、田村健太郎      | Fue      |
| 第10话 |          | G级任务                | 橫谷昌宏 | 篁蒼氓   | 笹原嘉文   | 松岡謙治、小林典昭 森悅史、和田伸一 小林美由紀 |          |
| 第11話 |          | 精尽人亡               | 橫谷昌宏 | 鈴木洋平 | 鈴木洋平   | 村上雄、小林美由紀 山本道隆、松岡謙治          | 上坂堇   |
| 第12話 |          | 永遠的下流梗           | 橫谷昌宏 | 篁蒼氓   | 湖山禎崇   | 廣田茜、和田伸一 森悅史、田內亞矢子 小林典昭   | 田中圭一 |

#### 播映平台
| 播映地區         | 播映平台 | 播映日期             | 播映時間 | 備註   |
| ---------------- | -------- | -------------------- | -------- | ------ |
| 香港、澳門、台灣 | bilibili | 2015年7月4日-9月19日 | 星期六   | [ 29 ] |

## 评价与影响
2011年赤城大空以“舔舔山根”名義投稿參加第6回小學館輕小說大賞之《GAGAGA文庫》部門，并獲得優秀賞。

## 關連條目
- Hanazono Room - 以色情片片場聞名的建築，短暫地出現在本作品動畫版片頭動畫。

## 外部連結
- 小學館GAGAGA文庫「下流梗不存在的灰暗世界」（日語）
- 下流梗不存在的灰暗世界 漫●篇（页面存档备份，存于） - Mag Garden Comic Online（日語）
- 電視動畫「下流梗不存在的灰暗世界」 （页面存档备份，存于）（日語）
- 下流梗不存在的灰暗世界的X（前Twitter）（日語）